# Dobrovăț
Dobrovăţ es una comuna ubicada en el distrito de Iași, Rumania.

## Superficie
Cuenta con una superficie de 94,47 kilómetros cuadrados.

## Demografía
Hasta 2021 la población era de 2128 habitantes, con una densidad de población de 22,53 habitantes por kilómetro cuadrado.